# Мамедов, Сергей Александрович
Сергей Александрович Мамедов (Мамед) — украинский криминальный авторитет, был наиболее влиятельным из числа воров в законе страны (после депортации Антимоса в 2009 году), имел четыре судимости и отсидел в общей сложности около 10 лет, его интересы были сконцентрированы в Киеве и Донбассе.
Сергей Пахомов родился 25 сентября 1967 года в Киеве, русский, начинал в бригаде киевского авторитета Черепа, в 1987 году был осуждён Октябрьским райсудом столицы на семь лет, затем был приговорён в Херсоне к трём годам (срок отбывал в Донецкой области, где обзавёлся обширными связями в уголовном мире), впоследствии взял фамилию Мамедов. В 2000 году был «коронован» в Донецке и благодаря покровительству «донецких» оставался недосягаем для правоохранительных органов (был в приятельских отношениях с Ринатом Ахметовым). Большую часть времени проживал в Горловке.
Мамед укреплял «воровские традиции» на Украине, помогал создавать в крупнейших городах страны «общаки», расставлял по регионам и колониям «смотрящих» и «положенцев». Кроме того, он сам был «смотрящим» за Киевским регионом, курировал воровское движение Донбасса и контролировал республиканский «общак». Воровской клан Мамеда соперничал по влиянию с кланом Лёры Сумского (в отличие от Лёры, Мамед отрицательно относился к наркотикам, зарабатывая на каналах контрабанды и сбыте фальсифицированной водки). Длительное время лечился в Германии от рака желудка, часто летал на консультации к немецким онкологам. Скончался в ночь с 25 на 26 ноября 2011 года в одной из частных клиник Киева, был похоронен на кладбище в Пуща-Водице.